# Макдонел Даглас C-17
Макдонел Даглас  Глоубмастер III или Боинг C-17 Глоубмастер III (енгл. McDonnell Douglas C-17 Globemaster III/Boeing C-17 Globemaster III) је тешки војни транспортни четворомоторни авион металне конструкције, пројектован за потребе оружаних снага САД у периоду од 1980. до 1990. године на основу авиона Макдонел Даглас YC-15. Производила га је фирма Макдонел Даглас (McDonnell Douglas), а од маја 1997. га производи Boeing. Производња још траје.

## Пројектовање и развој
Средином 70. тих година USAF расписује конкурс за избор транспортног авиона који ће заменити Локид Ц-130 Херкул на конкурсу побеђује Макдонел Даглас са својим пројектом C-17 Глоубмастер III који је конципиран на искуствима стеченим развојем и испитивањем експерименталног авиона YC-15. Прототип авиона први пут полеће 15. септембра 1991, а у употребу је уведен 14. јула 1993. године. Авион „C-17 Глоубмастер III“ је тешки транспортни висококрилац са четири мотора Прат енд Витни F117-PW-100 (енгл. Pratt & Whitney F117-PW-100) са потиском од 180 kN смештених на гондолама испод косих крила на чијим крајевима се налазе винглете. Стајни трап типа трицикл је увлачећи. Четири централне ноге стајног трапа са по три точка свака (има укупно 12 точкова), увлаче се у гондоле причвршћене са спољног дела трупа тако да увлачење стајног трапа не одузима товарни простор у трупу авиона. Трећа предња нога стајног трапа са два точка смештена је у носу авиона. Врата за утовар терета се налазе задњем делу авиона испод репног дела. Готово цела површина карго простора у поду авиона има уграђене ваљке и куглице које омогућавају лакше позиционирање и размештај терета унутар авиона. Задња врата су направљена у облику рампе што олакшава утовар и истовар терета. Простор у авиону је толики да без проблема може да превезе тенк M1 Abrams тежак 70 тона као најтеже борбено возило САД. Авионом управља трочлана посада пилот, копилот и руководилац утовара и истовара терета. За полетање му је потребна писта дужине 1064 m и ширине 27 m. Авион је опремљен потиском обрнутог смера што омогућава кретање авиона уназад по писти. Потисак обрнутог смера може користити и у току лета за смањење брзине неопходне при искакању падобранаца из авиона.

### Варијанте авиона
- - прва производна верзија овог авиона,
- - ово је верзија повећаног долета уградњом додатног резервоара у корену крила, прва уградња у 13 авиона 2001. године,
- - верзија авиона C-17 са побољшаном аеродинамиком, додатим стајним трапом на средини трупа авиона, снажнијим моторима и другим системима за краће слетање и полетање авиона, ову верзију је Боинг понудио америчкој војсци 2007. године.

## Производња авиона
Производња авиона C-17 је почела 1992. године одмах након завршеног тестирања прототипа. Испорука авиона за USAF је текла сукцесивно, тако да је први ескадрон ових авиона постао оперативан 1995. године. У производном периоду од 1991. до 1997. године када је фирма Макдонел Даглас била независна фирма произведено је укупно 37 примерака ових авиона. Од 1997. године када се фирма Макдонел Даглас утапа у систем Боинг до јануара 2010. године произведено је укупно 212 ових авиона.

## Оперативно коришћење
Авион C-17 је превасходно војни транспортни авион и углавном је коришћен за ту намену. Њиме су опремљене оружане снага САД, Велике Британије, Канаде, Аустралије, Катара, Уједињених Арапских Емирата и удружене земље НАТО алијансе. Нато програм за оспособљавање стратешких ваздухопловних снага којим су обухваћене следеће земље: Бугарска, Естонија, Мађарска, Литванија, Холандија, Норвешка, Пољска, Румунија, Словенија и САД као и две земље из програма Партнерство за мир Финска и Шведска купиле су два авиона C-17 а трећи авион су удружиле САД. Авиони су базирани у Папа војној бази у Мађарској. Систем коришћења ових авиона је као и коришћење AWACS-а,
заједничка посада из свих удружених земаља под америчком командом.
Најзначајније војне операције у којима су до сада учествовали ови авиони су: Транспорт трупа и опреме у Авганистан, транспорт трупа и опреме у Ирак, ваздушни десан Башур у Ираку, превоз опреме америчких савезника у Авганистан, превоз аустралијских трупа при размештању у Источни Тимор и превоз 15 канадски тенкова Леопард у Кандахар (Авганистан). Ови авиони се користе за транспорт опреме и обезбеђења које иде у пратњи председника САД.
Још док је Макдонел Даглас била независна фирма направљена је цивилна верзија овог авиона који је носи ознаку MD-17. Међутим, она није имала прођу на тржишту због високе цене самог авиона и трошкова експлоатације и веома јаке конкуренције ислужених војних транспортних авиона који су се користили у те (карго) сврхе као што су Даглас C-133, Даглас C-124, Ан-12, Ил-76 и Ан-124.
- Избацивање падобранаца из авиона
- Авион C-17 медицинска конфигурација
- Евакуација авионом C-17 испред оркана „Катарина“
- Избацивање тешког терета из авиона C-17 у лету
- Утовар тешког терета у авион
- Авион C-17 на изложби ИЛА 2002. године

## Земље које су користиле овај авион
| - Аустралија - Канада - Индија - Катар - Кувајт - Уједињени Арапски Емирати - Уједињено Краљевство - САД - НАТО |